# 작은 거인 (1970년 영화)
《작은 거인》(Little Big Man)은 미국에서 제작된 아서 펜 감독의 1970년 코미디, 드라마, 서부, 모험, 전쟁 영화이다. 더스틴 호프만 등이 주연으로 출연하였고 스튜어트 밀라 등이 제작에 참여하였다.

## 출연

### 주연
- 더스틴 호프만
- 페이 더너웨이

### 조연
- 치프 댄 조지
- 마틴 발삼
- 리처드 멀리건
- 제프 코리
- 에이미 에클스
- 켈리 진 피터스
- 캐롤 앤드로스키

## 기타
- 협력프로듀서: 진 라스코
- 미술: 딘 타불라리스
- 의상: 도로시 지킨스